# Alexander Moszkowski
Pour les articles homonymes, voir Moszkowski.
Alexander Moszkowski, né le 15 janvier 1851 et mort le 26 septembre 1934, est un satiriste, écrivain et philosophe allemand d'origine juive polonaise. Il est le frère du compositeur et pianiste Moritz Moszkowski.
Cofondateur et directeur du Lustige Blätter, il est l'ami de nombreuses célébrités berlinoises, entre autres du physicien et théoricien Albert Einstein, dont il a été le premier à publier un livre en 1920, vulgarisant par conséquent la théorie de la relativité.
Dans son autobiographie, il écrit : « Au début du XXe siècle, la question de la concevabilité d'autres mondes avec des mathématiques et des physiques modifiées sera très employée. ».

## Biographie
Moszkowski est né le 15 janvier 1851 à Pilica, ancienne frontière russo-polonaise. Ses parents émigrent l'année suivante à Breslau où il grandit avec son frère Moritz, qui s'est ensuite fait connaître en tant que pianiste et compositeur. Jeune homme, Alexander Moszkowski  déménage à Berlin où il rencontre Julius Stettenheim, qui remarque ses qualités d'écrivain et l'engage pour son magazine satirique Berliner Wespen dans lequel il travaille de 1877 à 1886. Cependant, il y a de nombreuses différences entre Stettenheim et lui, il fonda alors son propre magazine satirique, le Lustige Blätter qui atteint les grands tirages en particulier durant l'époque de la République de Weimar.
Moszkowski est, à partir de 1892, membre de la Société des Amis. Il est une personnalité de la société berlinoise, et avec des célébrités telles qu'Albert Einstein, il est parmi les premiers écrivains à diffuser la théorie de la relativité auprès d'un public plus large. Il meurt le 26 septembre 1934 à Berlin.

## Travaux

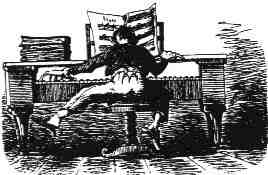
Illustration de la satire Anton Notenquetscher d Alexander Moszkowski par Philipp Scharwenka.

En plus de ses œuvres satiriques, l'œuvre de Moszkowski comprend de nombreux livres de langage populaire, de philosophie et de science-fiction comme son roman de 1922 Die Inseln der Weisheit ( Les îles de la sagesse ), dans lequel il décrit prophétiquement les téléphones mobiles et l'holographie et l'accélération de notre société de l'information high-tech actuelle.
De plus, il fait de la critique musicale dans diverses publications.
- Marinirte Zeitgeschichte, Gesammelte Humoresken (1884)
- Lustige Fahrten d'Anton Notenquetscher (1895)
- Das Buch der 1000 Wunder (1916)
- Sokrates der Idiot (1917)
- Der Sprung über den Schatten (1917)
- Die Ehe im Rückfall und andere Anzüglichkeiten (1918)
- Das Geheimnis der Sprache (1920)
- Die Welt von der Kehrseite (1920)
- Der Venuspark, Phantasien über Liebe und Philosophie (1920)
- Fröhlicher Jammer, Ein Vortrags-Brevier (1922)
- Das Panorama meines Lebens (1924)

## Sources
- Cet article est basé sur la traduction de l'article correspondant du Wikipedia allemand. Une liste des contributeurs est disponible sur le site Section historique .

### Dictionnaires et encyclopédies
- Theodore Baker et Alain Pâris (trad. Marie-Stella Pâris), Dictionnaire biographique des musiciens, R. Laffont, 1995 (ISBN 2-221-90103-7, 978-2-221-90103-8 et 2-221-06510-7, OCLC 896013421, lire en ligne)